# Jan Motyka
Jan Motyka (17. listopadu 1910, Kojkovice – 9. prosince 2006, Děhylov) byl polský luterský duchovní, teolog a spisovatel.
Ordinován byl roku 1935. V letech 1945–1982 působil jako farář evangelicko-augsburských farností v Pštině a blízké vsi Studzionka. Byl rovněž dlouholetým funkcionářem synodu Evangelicko-augsburské církve v Polsku.
Byl autorem dvoudílného přehledu evangelické dogmatiky Bóg i my (1971, 1972), příručky pro konfirmandy Abym był Jego własnością (1987) a postily Z wiary dla wiary (1991, 2003).